# NGC 5173
NGC 5173 is een elliptisch sterrenstelsel in het sterrenbeeld Jachthonden. Het hemelobject werd op 12 mei 1787 ontdekt door de Duits-Britse astronoom William Herschel.

## Synoniemen
- UGC 8468
- MCG 8-25-5
- ZWG 246.3
- NPM1G +46.0259
- PGC 47257